# Marchzählige Abrechnung
Die marchzählige Abrechnung (lat. pro rata temporis = zeitanteilig) ist ein Begriff aus dem Schweizer Rechtswesen und stellt eine Abrechnung sämtlicher Kosten auf ein bestimmtes Datum dar. Der Begriff findet insbesondere beim An- und Verkauf von Immobilien Anwendung und ist somit praktischer Bestandteil eines jeden Immobilienkaufvertrages.
Bei einer marchzähligen Abrechnung werden die innerhalb eines Jahres anfallenden Kosten entsprechend dem An- bzw. Verkaufsdatum der Immobilie zwischen Käufer und Verkäufer aufgeteilt. Beim Immobilienverkauf ist es das Datum des Übergangs von Nutzen und Gefahr. Dieses betrifft insbesondere Kosten, die nur einmal im Jahr anfallen wie zum Beispiel die Liegenschaftsteuer.